# Tate Houston
Tate Houston (* um 1920; † unbekannt) war ein US-amerikanischer Jazz- und Rhythm-&-Blues-Musiker (Baritonsaxophon, auch Tenorsaxophon).

## Leben und Wirken
Houston war Mitte der 1940er-Jahre Mitglied im Billy Eckstine Orchestra, mit dem Anfang 1946 erste Aufnahmen entstanden („I Only Have Eyes for You“). In den folgenden Jahren arbeitete er mit Sir Charles Thompson, J. C. Heard, Hal Singer, Phil Hill, Big John Greer und Lucky Millinder. Ab 1950 spielte er in Detroit auch mit Wild Bill Moore, Mitte des Jahrzehnts in Chicago mit Wardell Gray und mit James Moody (Moody’s Mood for Love), ab 1957 in New York mit Maynard Ferguson, Curtis Fuller (Bone & Bari, 1959), Milt Jackson, Ernestine Anderson, Nat Adderley, Yusef Lateef (The Centaur and the Phoenix, 1960) und Sam Jones. In der ersten Hälfte der 1960er-Jahre wirkte er noch bei Aufnahmen von Tadd Dameron (The Magic Touch), Edgar Battle and His Jazz Pioneers (House Rent Party Music for a Harlem House Hop, 1964), Freddie McCoy und des Killer Joe Orchestra (Killer Joe’s International Discotheque, 1965) mit. Im Bereich des Jazz war er zwischen 1946 und 1972 an 31 Aufnahmesessions beteiligt, zuletzt mit einer Neuauflage der McKinney’s Cotton Pickers, u. a. mit Tom Saunders.